# Salzburgi-Alpok

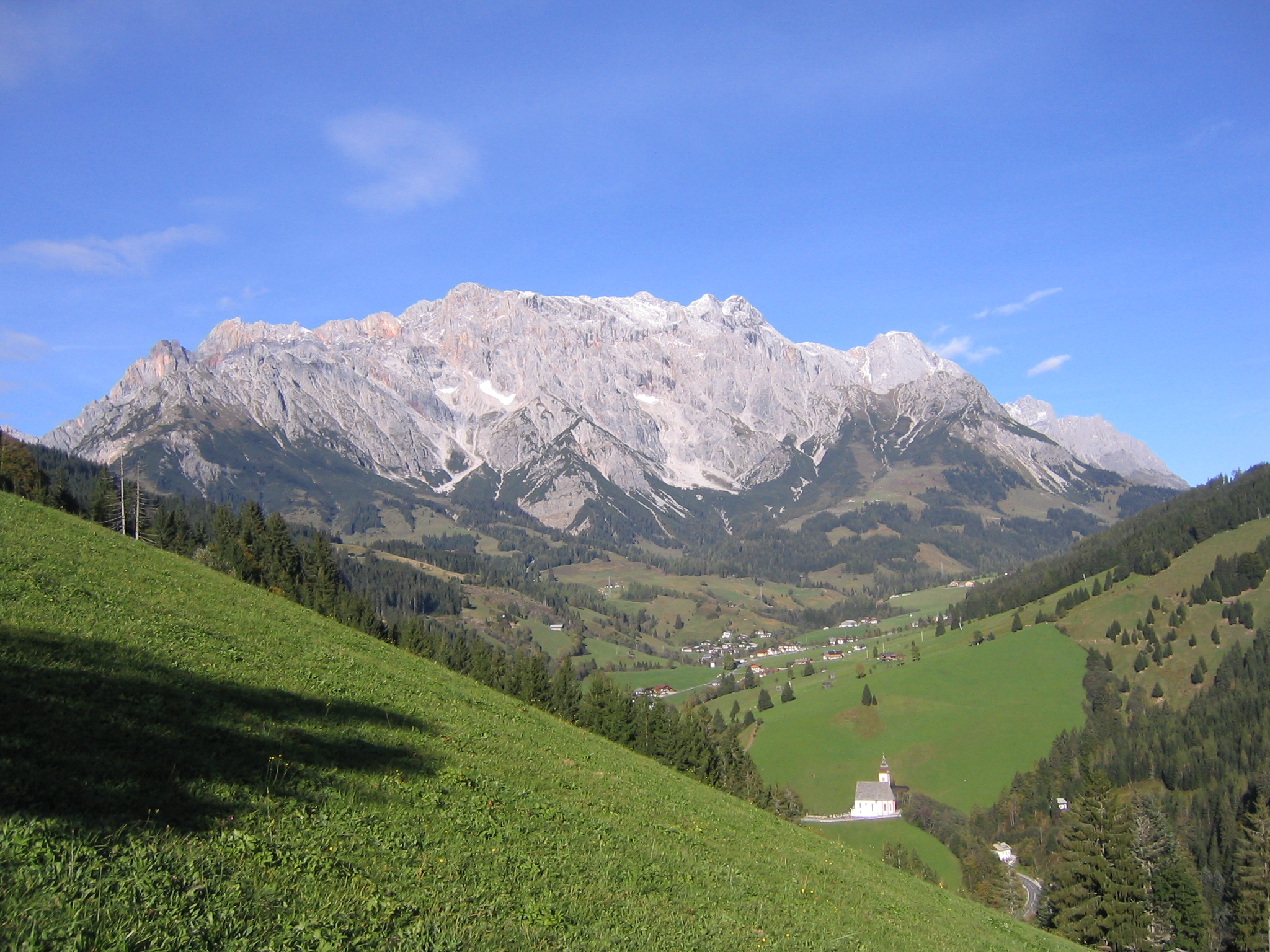
A Hochkönig masszívum, a Salzburgi-Alpok legmagasabb hegye délről nézve

A Salzburgi-Alpok (németül: Salzburger Alpen) az Északi-Mészkőalpok részét képező hegység az ausztriai Salzburg tartományban. Legmagasabb pontja a 2941 méter magas Hochkönig.  Neve ellenére átnyúlik a németországi Bajorország, és az osztrák Stájerország tartományokba. Emiatt a Berchtesgadeni-Alpok is a hegység részét képezi. Az ottani legmagasabb csúcs a Watzmann masszívum, amely egyben Németország 3. legmagasabb csúcsa.
Jelentősebbbb csúcsai:
| Név       | Méter |
| --------- | ----- |
| Hochkönig | 2941  |
| Watzmann  | 2713  |
| Selbhorn  | 2655  |
| Birnhorn  | 2634  |
| Raucheck  | 2430  |
| Hundstein | 2117  |